# Haut-Komo
Haut-Komo è un dipartimento della provincia di Woleu-Ntem, in Gabon, che ha come capoluogo Médouneu.